# Baldovino d'Antiochia
Baldovino d'Antiochia (... – Miriocefalo, 1176) è stato un nobile e cavaliere del principato di Antiochia, in seguito impiegato dall'impero bizantino.

## Biografia
Molto poco è noto di Baldovino, al punto che non si conosce con certezza neanche chi fosse suo padre. Mentre la madre era la principessa Costanza d'Antiochia, a causa dell'incertezza sul periodo della nascita di Baldovino è impossibile stabilire se il padre sia stato il suo primo marito Raimondo di Poitiers o il suo secondo Rinaldo di Châtillon (anche se gli storici propendono con una certa sicurezza per il primo).
Parimenti si sa molto poco sulla sua vita. Probabilmente seguì la madre dopo che venne cacciata da Antiochia di Siria nel 1163, rifugiandosi dopo la sua morte a Costantinopoli con la sorella Maria d'Antiochia, che divenne imperatrice sposando Manuele I Comneno. Come cognato dell'imperatore bizantino Baldovino si ritrovò quindi in posizione privilegiata, unendosi all'esercito greco e divenendone uno dei principali comandanti.
Nel 1176 si unì all'imperatore Manuele nella sua campagna contro i Turchi selgiuchidi, agendo come suo consigliere e comandante. La campagna culminò il 17 settembre successivo nella battaglia di Miriocefalo, dove le truppe bizantine vennero sorprese in un'imboscata dai Turchi; come rammentato dal cronista Niceta Coniate Baldovino, cercando di alleggerire la pressione sul grosso dell'esercito, guidò una carica di cavalleria diversiva contro i nemici, solo per essere annichilito dalla loro superiorità numerica, circondato e ucciso assieme ai propri uomini.
La sconfitta di Miriocefalo fu una delle più dure mai riportare dall'Impero Romano d'Oriente, e la stessa reputazione di Manuele I non si riprese più. La perdita di Baldovino, uno dei più valenti comandanti bizantini del tempo, fu fatale per l'impero, che dopo la morte di Manuele nel 1180 entrò in una fase sempre più acuta di crisi, culminando nel 1204 nella quarta crociata e nella presa di Costantinopoli da parte dei crociati.
Baldovino non si era mai sposato, né aveva avuto figli.

## Ascendenza
Accettando Raimondo di Poitiers come padre di Baldovino, la sua genealogia sarebbe la seguente:
|                          |                            |                             | Genitori               |  |  | Nonni |  |  | Bisnonni               |  |  | Trisnonni            |  |
|                          |                            |                             |                        |  |  |       |  |  | Boemondo I d'Antiochia |  |  | Roberto il Guiscardo |  |
|                          |                            |                             |                        |  |  |       |  |  | Boemondo I d'Antiochia |  |  | Roberto il Guiscardo |  |
|                          |                            | Alberada di Buonalbergo     |                        |  |  |       |  |  | Boemondo I d'Antiochia |  |  |                      |  |
| Boemondo II d'Antiochia  |                            |                             |                        |  |  |       |  |  | Boemondo I d'Antiochia |  |  |                      |  |
|                          |                            | Costanza di Francia         | Filippo I di Francia   |  |  |       |  |  |                        |  |  |                      |  |
|                          |                            | Costanza di Francia         | Filippo I di Francia   |  |  |       |  |  |                        |  |  |                      |  |
|                          |                            | Costanza di Francia         | Berta d'Olanda         |  |  |       |  |  |                        |  |  |                      |  |
| Costanza d'Antiochia     |                            | Costanza di Francia         |                        |  |  |       |  |  |                        |  |  |                      |  |
|                          |                            | Baldovino II di Gerusalemme | Ugo I di Rethel        |  |  |       |  |  |                        |  |  |                      |  |
|                          |                            | Baldovino II di Gerusalemme | Ugo I di Rethel        |  |  |       |  |  |                        |  |  |                      |  |
|                          |                            | Baldovino II di Gerusalemme | Melisenda di Montlhéry |  |  |       |  |  |                        |  |  |                      |  |
| Alice di Antiochia       |                            | Baldovino II di Gerusalemme |                        |  |  |       |  |  |                        |  |  |                      |  |
|                          |                            | Morfia di Melitene          | Gabriele di Melitene   |  |  |       |  |  |                        |  |  |                      |  |
|                          |                            | Morfia di Melitene          | Gabriele di Melitene   |  |  |       |  |  |                        |  |  |                      |  |
|                          |                            | Morfia di Melitene          | principessa d'Armenia  |  |  |       |  |  |                        |  |  |                      |  |
| Baldovino d'Antiochia    |                            | Morfia di Melitene          |                        |  |  |       |  |  |                        |  |  |                      |  |
|                          | Guglielmo VIII d'Aquitania | Guglielmo V di Aquitania    |                        |  |  |       |  |  |                        |  |  |                      |  |
|                          | Guglielmo VIII d'Aquitania | Guglielmo V di Aquitania    |                        |  |  |       |  |  |                        |  |  |                      |  |
|                          | Guglielmo VIII d'Aquitania | Agnese di Borgogna          |                        |  |  |       |  |  |                        |  |  |                      |  |
| Guglielmo IX d'Aquitania | Guglielmo VIII d'Aquitania |                             |                        |  |  |       |  |  |                        |  |  |                      |  |
|                          |                            | Hildegarda di Borgogna      | Roberto I di Borgogna  |  |  |       |  |  |                        |  |  |                      |  |
|                          |                            | Hildegarda di Borgogna      | Roberto I di Borgogna  |  |  |       |  |  |                        |  |  |                      |  |
|                          |                            | Hildegarda di Borgogna      | Ermengarda d'Angiò     |  |  |       |  |  |                        |  |  |                      |  |
| Raimondo di Poitiers     |                            | Hildegarda di Borgogna      |                        |  |  |       |  |  |                        |  |  |                      |  |
|                          |                            | Guglielmo IV di Tolosa      | Ponzio II di Tolosa    |  |  |       |  |  |                        |  |  |                      |  |
|                          |                            | Guglielmo IV di Tolosa      | Ponzio II di Tolosa    |  |  |       |  |  |                        |  |  |                      |  |
|                          |                            | Guglielmo IV di Tolosa      | Almodis de La Marche   |  |  |       |  |  |                        |  |  |                      |  |
| Filippa di Tolosa        |                            | Guglielmo IV di Tolosa      |                        |  |  |       |  |  |                        |  |  |                      |  |
|                          |                            | Emma di Mortain             | …                      |  |  |       |  |  |                        |  |  |                      |  |
|                          |                            | Emma di Mortain             | …                      |  |  |       |  |  |                        |  |  |                      |  |
|                          |                            | Emma di Mortain             | …                      |  |  |       |  |  |                        |  |  |                      |  |
|                          |                            | Emma di Mortain             |                        |  |  |       |  |  |                        |  |  |                      |  |